# 신상진
신상진(申相珍, 1956년 6월 28일~)은 대한민국의 의사 출신의 정치인으로, 경기 민선 제8기 성남시장이다. 제17·18·19·20대 국회의원을 지냈다.

## 학력
- 서울오류국민학교(지금의 서울오류초등학교) 졸업
- 서울강서중학교(지금의 세일중학교) 졸업
- 서울용산고등학교 졸업
- 1991년 서울대학교 의과대학 의학 학사(1977년 입학)

## 경력
- 성남 YMCA 이사
- 성남의원 원장(상대원시장)
- 성남시 의사회 회장
- 성남 쓰레기소각장 문제 해결을 위한 범시민대책위원회 집행위원장
- 성남시 시정개혁위원회 위원장
- 성남시 의사회 명예회장
- 성남 시민실업극복운동본부 집행위원장
- 성남 시민모임 공동대표
- 성남 고도제한 해제 범시민 대책위원회 상임대표
- 외국인노동자/중국동포병원 건립 추진위원회 공동대표
- 성남-분당 인간교육실현 학부모연대 후원회장
- 성남 환경운동연합 정책위원
- 성남 사랑의 주치의 운동본부 고문
- 성남 음식 나눔 은행 이사
- 성남시재개발 및 서울공항문제 해결을 위한 범시민대책위원회 상임대표
- 대한의사협회장 역임 (제32대)
- 대한의사협회 의쟁투위원장 (2000년 의사 파업 당시)
- 남북의학 학술대회 단장(2003년)
- 대통령자문의료발전 특별위원회 위원
- 서울대학교 의과대학 총동창회 상임이사
- 한국의료정책연구소 소장
- 아름다운재단1% 100인 위원회 위원
- 건강사회실현 시민연대 대표
- 선한사마리아인운동 공동대표
- 경전철 남한산성역 유치 대책위원회 위원장
- 우리민족 서로돕기 운동본부 공동대표
- 21세기 생명환경위원회 공동대표
- 을지대학교 의료경영학과 교수
- 사단법인 산성복지포럼 회장
- 국회 선플정치지자체 공동위원장
- 국회-한림원 과학기술혁신연구회 공동회장
- 2016 UN청소년환경총회 조직위원장
- 미래통합당 코로나19 대책 특별위원회 위원장
- 국민의힘 코로나19 대책 특별위원회 위원장
- 국민의힘 최재형 제20대 대통령 선거 예비후보 열린캠프 공동 자문위원장
- 국민의힘 최재형 제20대 대통령 선거 예비후보 열린캠프 경선대책위원장
- 국민의힘 윤석열 제20대 대통령 선거 예비후보 국민캠프 공정과혁신위원장
- 국민의힘 경기도 살리는 선거대책위원회 선거대책위원장단 총괄선거대책위원장
- 2022.07~: 제22대 민선 8기 경기도 성남시장(초선)
- 2022.07~: 성남 FC 구단주
- 2022.09~2024.06: 경기도시장군수협의회 전반기 회장 겸 대한민국시장·군수·구청장협의회 지역공동회장
- 2023.08~2024.06: 국민의힘 경기도당 조직총괄본부 기초단체협의회장

## 수상
- 정치개혁발전의정대상 등 다수의 상 수상
- 2015년 국정감사 최우수 국회의원상 수상
- 2016년 대한민국 창조경영대상 수상
- 2018년 대한민국 사회발전대상 정치부문 대상
- 2019년 국정감사 최우수 의정활동 대상
- 2023년, 2024년 전국 기초자치단체장 매니페스토 우수사례 경진대회 최우수상

## 의정 활동
- 미래통합당 우한 폐렴 대책 태스크포스 위원장
- 자유한국당 신정치혁신특별위원장
- 자유한국당 경기도당 성남시 중원구 당협위원장
- 제20대 국회 후반기 4차 산업혁명 특별위원회 위원
- 자유한국당 남경필 경기도지사 후보 공동선거대책위원장
- 자유한국당 6·13 지방선거 중앙선거대책위원회 부위원장
- 20대 국회 과학기술정보방송통신위원회 위원장
- 20대 국회 미래창조과학방송통신 위원회 위원장
- 19대, 20대새누리당 국회의원(경기도 성남시 중원구)
- 17, 18대 한나라당 국회의원(경기도 성남시 중원구)
- 국회 선플정치지자체 공동위원장
- 국회-한림원 과학기술혁신연구회 공동회장
- 2016 UN 청소년환경총회 조직위원장
- 국회 국토교통위원회 위원 (19대)
- 국회 예산결산특별위원회 위원 (19대)
- 국회 메르스대책특위 위원장 (19대)
- 새누리당 무상보육,무상급식 TF위원장
- 국회 환경노동 위원회 위원
- 국회 예산결산특별위원회(계수조정소위원)
- 국회 환노위/운영위 위원/과학기술정보통신위 간사
- 국회 윤리특위/기후특위/투명사회실천특위 위원
- 국회 민생정치 연구회 대표의원
- 국회 투명사회협약 실천 특별위원회 위원
- 국회 과학기술정보통신위원회 간사
- 국회 보건복지가족위원회 위원
- 국회 보건복지위원회 간사(법안심사소위원장)
- 국회 기후변화특별위원회 위원
- 한나라당 경기도당 정책본부장
- 한나라당 제5정책조정위원장
- 한나라당 원내부대표
- 한나라당 저출산대책위 위원장

## 전과
- 국가보안법위반, 반공법위반, 계엄법위반: 징역 1년, 자격정지 1년 - 1982년 6월 29일 선고, 1984년 8월 14일 특별복권[1]
- 독점규제및공정거래에관한법률위반, 업무방해: 벌금 2000만원 - 2006년 1월 19일 선고[1]

## 역대 선거 결과
|  | 24.78% |

|  | 34.72% |

|  | 42.96% |

|  | 46.11% |

|  | 55.90% |

|  | 43.41% |

|  | 41.67% |

|  | 55.96% |

## 소속 정당
| 소속 정당 | 소속 정당  | 소속 기간 | 비고      |
| --------- | ---------- | --------- | --------- |
|           | 한나라당   | 2004~2012 | 정계 입문 |
|           | 새누리당   | 2012~2017 | 당명 변경 |
|           | 자유한국당 | 2017~2020 | 당명 변경 |
|           | 미래통합당 | 2020      | 합당      |
|           | 국민의힘   | 2020~현재 | 당명 변경 |

## 같이 보기
- 성남시 중원구 (선거구)
- 성남시 중원구의 국회의원
- 성남시장